# Yu-Gi-Oh! (série de 1998)
Yu-Gi-Oh! (versão ocidental do título em japonês 遊☆戯☆王 (Yūgiō), que literalmente significa Rei dos jogos) é uma série de anime produzida pela Toei Animation e dirigida por Hiroyuki Kakudou, baseada no mangá de mesmo nome escrito por Kazuki Takahashi, adaptando os capítulos 1-59 (volumes #1-7). Foi transmitida entre 4 de abril e 10 de outubro de 1998, somente no Japão, pela TV Asahi, com um total de 27 episódios. Um filme de animação baseado na série foi lançado nos cinemas japoneses em 6 de março de 1999.
Essa série não está conectada com Yu-Gi-Oh! Duel Monsters (conhecida fora do Japão como simplesmente Yu-Gi-Oh!), uma outra adaptação do mangá produzida pela Nihon Ad Systems e Studio Gallop, que começou a ser exibida em 18 de abril de 2000 pela TV Tokyo.

## Elenco de vozes
Abaixo está uma lista dos dubladores originais:
- Yugi Mutou: Megum
- Katsuya Jonouchi: Toshiyuki Morikawa
- Hiroto Honda: Ryotaro Okiayu
- Anzu Mazaki: Yumi Kakazu
- Miho Nosaka: Yukana Nogami
- Sugoroku Muto: Takeshi Aono
- Seto Kaiba: Hikaru Midorikawa
- Mokuba Kaiba: Katsue Miwa
- Shizuka Kawaii: Michiko Neya
- Ryo Bakura / Yami Bakura: Tsutomu Kashiwakura
- Shadi: Kaneto Shiozawa

## Músicas
Abertura
1. "渇いた叫び (Kawaita Sakebi)" - Field of View[1]

Encerramento
1. 明日もし君が壊れても (Ashita Moshi Kimi ga Kowaretemo)" - Wands[1]